# 异鳞光尾鲨
异鳞光尾鲨（学名：Apristurus xenolepis）为猫鲨科光尾鲨属的鱼类。在中国，分布于南海等海域。该物种的模式产地在珠江口外海。栖息深度为530米至865米，体长可达48公分。